# Asunder
Asunder è il primo album in studio del gruppo musicale death metal tedesco Heaven Shall Burn, pubblicato nel 2000.

## Tracce
1. To Inherit the Guilt – 3:05
2. Cold – 4:20
3. Betrayed Again – 3:52
4. Deification – 5:11
5. Pass Away – 3:30
6. Open Arms to the Future – 2:55
7. The Drowned and the Saved – 4:07
8. Where Is the Light – 2:56
9. Asunder – 4:48
10. The Fourth Crusade (Bolt Thrower cover) – 4:52
11. Battlecries (Liar cover) – 26:23

## Formazione
- Marcus Bischoff – voce
- Maik Weichert – chitarra
- Patrick Schleitzer – chitarra
- Eric Bischoff – basso
- Matthias Voigt – batteria